# Закавказский фронт
Закавка́зский фронт — формирование (объединение, фронт) РККА ВС Союза ССР, во время Великой Отечественной войны.
Сокращённое наименование — Зак. Ф.

## История
Образован директивой Ставки Верховного Главнокомандования № 001197 от 23 августа 1941 года на базе Закавказского военного округа с целью прикрытия государственных границ с Ираном, Турцией, обороны Черноморского побережья Кавказа. На 1 декабря 1941 года Закавказский военный округ включал Грузинскую ССР, Армянскую ССР, Азербайджанскую ССР, штаб округа — Тбилиси (согласно Приказу НКО СССР № 0444 «О территориальном составе военных округов Европейской части СССР»).
30 декабря 1941 года Директивой ставки ВГК № 006144 Закавказский фронт переименован в Кавказский фронт. Директивой ставки ВГК № 170070 от 28 января 1942 года в целях удобства управления и более успешного выполнения задания по освобождению Крыма разделён на Крымский фронт и Закавказский военный округ.
Вновь сформирован 15 мая 1942 года на базе Закавказского военного округа на основании приказа ставки ВГК № 0075 от 28 апреля 1942 года.
8 августа 1942 года директивой ставки Ставки Верховного Главнокомандования № 994147 была создана Северная группа войск Закавказского фронта в составе 9-й и 44-й армий, командующим группой был назначен генерал-лейтенант И. И. Масленников, в качестве управления группы было использовано управление 24-й армии.
3 сентября 1942 года Северо-Кавказский фронт был преобразован в Черноморскую группу войск Закавказского фронта.
В ходе Битвы за Кавказ 1942—1943 годов в августе-декабре 1942 года войска фронта провели Новороссийскую, Туапсинскую, Моздок-Малгобекскую и Нальчикско-Орджоникидзевскую оборонительные операции, в ходе которых во взаимодействии с Черноморским флотом и Азовской военной флотилией остановили наступление противника и началу подготовку к переходу в наступление.
Ставка ВГК планировала переход в наступление Северной группы войск Закавказского фронта в конце октября или начале ноября 1942 года, увязывая её действия с наступлением советских войск под Сталинградом. Однако немецкое наступление в октябре на Нальчик и Орджоникидзе стало для командования фронта полностью внезапным и потребовало переброски для его отражения тех немногих резервов, которые начали собирать для будущего наступления. В результате в декабре 1942 года командованию фронта пришлось ограничиться проведением двух армейских операций силами 9-й и 44-й армий, ни одна из которых не достигла существенного успеха, но обе повлекли значительные потери. Стратегическое наступление на Северном Кавказе пришлось перенести на начало января 1943 года.
3 января 1943 года Закавказский фронт перешёл в наступление Северной группой войск Закавказского фронта на нальчикско-ставропольском направлении, а 11-16 января Черноморской группой войск Закавказского фронта — на Краснодар и Новороссийск.
24 января 1943 года Северная группа войск Закавказского фронта преобразована в Северо-Кавказский фронт, которому 5 февраля передана и Черноморская группа войск Закавказского фронта, а также оперативно подчинён Черноморский флот.
Оставшиеся в Закавказском фронте 45-я армия, 13-й стрелковый корпус, 15-й кавалерийский корпус и 75-я стрелковая дивизия прикрывали Черноморское побережье на участке Лазаревское — Батуми и государственную границу с Турцией и Ираном.
25 августа 1945 года на основании приказа НКО СССР № 0139 от 9 июля 1945 года Закавказский фронт преобразован в два военных округа — Тбилисский и Бакинский. Полевое управление фронта обращено на формирование Тбилисского военного округа.

## Состав

### 1-го формирования
- управление
- 44-я армия
- 45-я армия
- 46-я армия
- 47-я армия
- 51-я армия (с 22.11.1941)
- Севастопольский оборонительный район (с декабря 1941)

### 2-го формирования
- управление
- 4-я армия
- 9-я армия
- 12-я армия
- 18-я армия
- 24-я армия
- 37-я армия
- 44-я армия
- 45-я армия
- 46-я армия
- 56-я армия
- 58-я армия
- 8-я сапёрная армия
- 4-я воздушная армия
- 5-я воздушная армия

## Командование фронта

### Командующие
- Генерал-лейтенант Козлов Д. Т. (23 августа — 30 декабря 1941)[12],
- Генерал армии Тюленев И. В. (15 мая 1942 — 23 августа 1945)[13].

### Члены Военного совета
- Дивизионный комиссар Шаманин Ф. А. (23 августа — 30 декабря 1941)[12],
- Бригадный комиссар, с 6.12.1942 генерал-майор Ефимов П. И. (15 мая — 25 ноября 1942, 5 февраля 1943 — 23 августа 1945)[13],
- Каганович Л. М. (26 ноября 1942 — 4 февраль 1943)[14].

### Начальники штаба
- Генерал-майор Толбухин Ф. И. (23 августа — 30 декабря 1941)[12],
- Генерал-майор Субботин А. И. (15 мая — 13 августа 1942),
- Генерал-лейтенант Бодин П. И. (23 августа — 27 октября 1942),
- Полковник, с 10.11.1942 генерал-майор Рождественский С. Е. (28 октября — 21 ноября 1942, 16 декабря 1942 — 22 ноября 1943),
- Генерал-лейтенант Антонов А. И. (22 ноября — 14 декабря 1942),
- Генерал-лейтенант Иванов С. П. (22 ноября 1943 — 2 июня 1944),
- Генерал-лейтенант Минюк Л. Ф. (2 июня 1944 — 23 августа 1945)[13].

### Начальники политического управления
- Бригадный комиссар Соломко П. М. (23 августа — 30 декабря 1941),
- Полковой комиссар Хромов А. Ф. (15 мая — 25 ноября 1942),
- Генерал-майор Сорокин К. Л. (25 ноября 1942 — 29 июля 1944),
- Генерал-майор Емельянов С. С. (29 июля 1944 — 9 мая 1945)[14].

### Командующий артиллерией
- генерал-майор артиллерии, с 7 декабря 1942 генерал-лейтенант артиллерии, с 7 июня 1943 генерал-полковник артиллерии Пестов В. И. (1942 — 24 апреля 1944).

### Начальник инженерных войск
- полковник Смирнов-Несвицкий, Александр Иванович (07.1941 — 30.12.1941)[15]

## Газета
Выходила газета «Суворовский натиск». Редактор — полковник Михаил Фролович Мельянцев (1907—1966)
Выходила газета «Боец РККА» ордена Красной Звезды.
Редактора:
- майор Иван Спиридонович Бережной (1906-?),
- полковник Иван Михайлович Лаврухин (1912—1964)